# Steins;Gate 0
Steins;Gate 0 (jap. シュタインズ・ゲート ゼロ Shutainzu Gēto Zero) – gra komputerowa z gatunku powieści wizualnych, wyprodukowana przez studio 5pb. Należy do serii Science Adventure i jest midquelem gry Steins;Gate z 2009 roku. Została wydana w Japonii 10 grudnia 2015 na platformy PlayStation 3, PlayStation 4 i PlayStation Vita, a także Microsoft Windows w 2016, Xbox One w 2017 i Nintendo Switch w 2019. W 2016 roku gra została wydana przez PQube w Ameryce Północnej i Europie na PlayStation 4 i PlayStation Vita, a w 2018 roku międzynarodowo na Microsoft Windows przez Spike Chunsoft i w 2019 na Nintendo Switch. Na podstawie gry powstała manga oraz serial anime stworzony przez studio White Fox.
Historię śledzimy z perspektywy kilku postaci, głównie głównego bohatera oryginalnej gry, Rintarō Okabe, jednej z bohaterek poprzedniej części, Suzuhy Amane, oraz neurobiolog Maho Hiyajō. Okabe po poznaniu Maho i jej współpracownika Alexisa Leskinena zostaje testerem systemu sztucznej inteligencji o nazwie Amadeus. Gracz czyta tekst i dialogi, które tworzą historię i ma wpływ na jej rozwój, wybierając, czy odbierać telefony od Amadeusa. Na początku gry historia dzieli się na dwie główne ścieżki, które rozgałęziają się na różne zakończenia.

## Rozgrywka
Steins;Gate 0 to powieść wizualna, w której gracz czyta historię w postaci fragmentów tekstu i dialogów, którym towarzyszą sprite’y postaci i tła. Fabuła składa się z wielu ścieżek, które prowadzą do różnych zakończeń. W przeciwieństwie do oryginalnego Steins;Gate z pojedynczą ścieżką, która biegnie od początku do końca z wieloma punktami rozgałęzienia, Steins;Gate 0 posiada jeden punkt rozgałęzienia blisko początku gry, gdzie historia dzieli się na dwie główne gałęzie fabularne, które z kolei rozgałęziają się ponownie na różne zakończenia; w sumie istnieją dwie główne ścieżki fabularne, wraz z czterema historiami pobocznymi. Kierunek historii zostaje ustalony na podstawie tego, czy gracz zdecyduje się odbierać połączenia od systemu sztucznej inteligencji Amadeus, z którym główny bohater gry, Rintarō Okabe, może komunikować się za pomocą swojego telefonu komórkowego. Oprócz Okabe, gracz wciela się również w role innych postaci, głównie Suzuhy Amane i Maho Hiyajō.
Gracz może również używać telefonu Okabe do interakcji z przyjaciółmi poprzez aplikację do wysyłania wiadomości RINE. W niektórych momentach gra wyświetla powiadomienie, że Okabe otrzymał wiadomość, a gracz ma możliwość wybrania jednej z dostępnych odpowiedzi – tekstowych lub naklejki – tymczasowo wstrzymując grę i rozpoczynając rozmowę z inną postacią, która zmienia się w zależności od odpowiedzi gracza. W przeciwieństwie do rozmów z Amadeusem, wiadomości RINE nie wpływają na rozgałęzienie fabuły.

## Fabuła

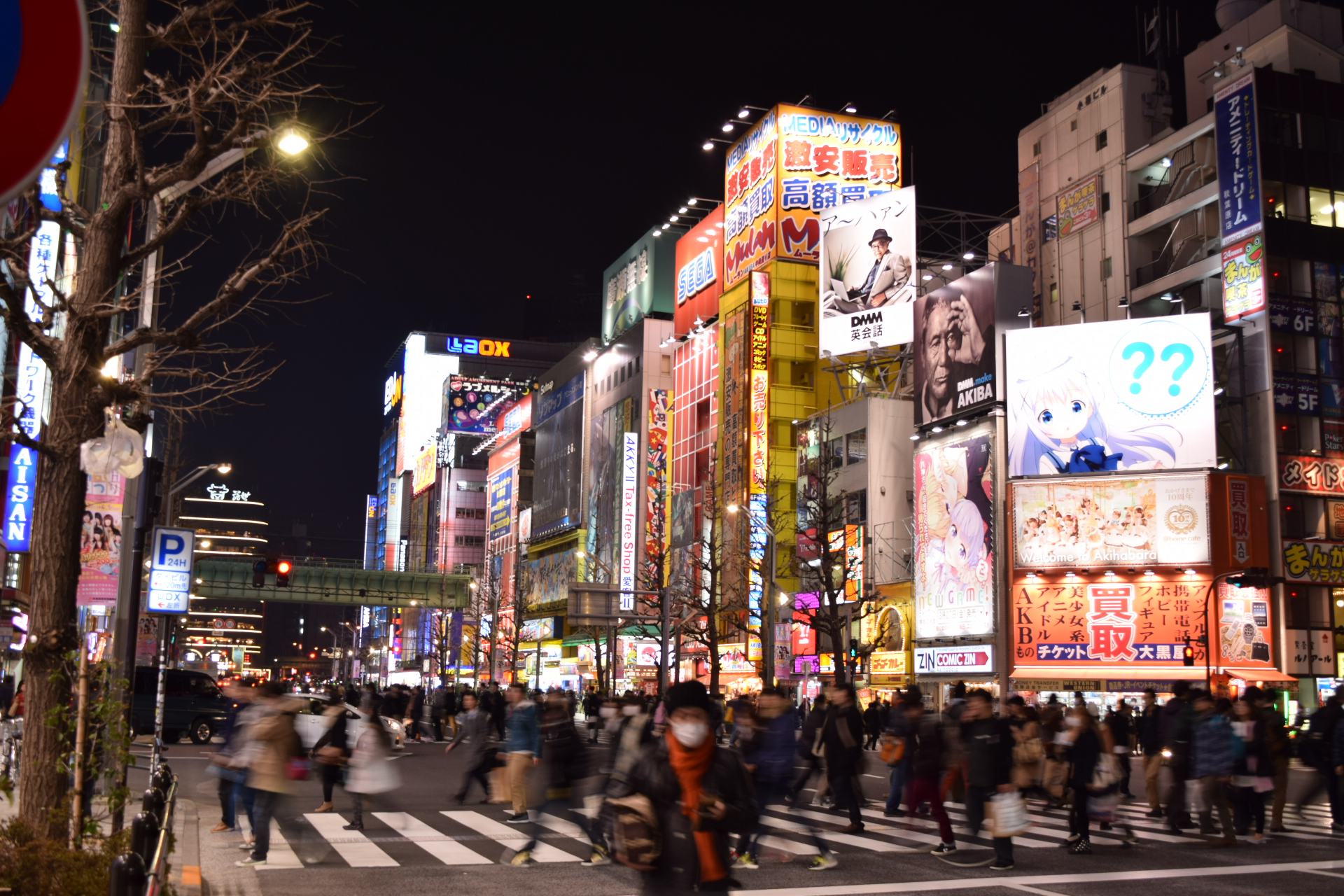
Akcja gry toczy się w Akihabarze w Tokio.

Historia rozgrywa się w alternatywnej linii świata z oryginalnego Steins;Gate, gdzie Rintarō Okabe nie udaje się uratować Kurisu Makise i zapobiec przyszłej wojnie o wehikuł czasu. Rintarō, wciąż straumatyzowany przekraczaniem setek linii świata i patrzeniem jak jego przyjaciele cierpią i umierają niezliczoną ilość razy, akceptuje swoje życie w linii beta świata, gdzie Kurisu pozostaje martwa. Po upływie kilku miesięcy spotyka Maho Hiyajō i Alexisa Leskinena, dwóch dawnych współpracowników Kurisu, którzy pracują nad Amadeusem, systemem sztucznej inteligencji wykorzystującym wspomnienia Kurisu sprzed jej śmierci. Rintarō zgadza się im pomóc w rozwoju systemu i staje się testerem, rozmawiając z Amadeusem przez swój telefon.

## Produkcja
Gra została opracowana przez studio 5pb., zaplanowana przez Chiyomaru Shikurę, a jej produkcją zajął się Tatsuya Matsubara. Projekty postaci są autorstwa Huke, a scenariusz powstał dzięki pracy Naotaki Hayashiego, Toru Yasumoto, Masakiego Takimoto i Tsukasy Tsuchiyi. Gra wykorzystuje serię light novel i słuchowisk Epigraph Trilogy Steins;Gate jako bazę dla ścieżek Vega i Altair. Nie jest to jednak bezpośrednia adaptacja, gdyż gra zawiera również nowe scenariusze, twórcy zaś określają ją jako „pełnoprawny numerowany sequel”.
Muzyka została skomponowana przez Takeshiego Abo. Jego proces komponowania muzyki polegał na przeczytaniu historii gry, aby jak najlepiej zrozumieć otoczenie i osobowości postaci. Uważał, że pierwsze wrażenia dotyczące emocjonalnego przebiegu gry i wydarzeń są bardzo ważne: zapisywał je wraz z rodzajem muzyki, której chciałby użyć do każdej sceny i pamiętał o nich podczas komponowania. Mówił, że takie podejście, choć zajmowało więcej czasu niż gdyby po prostu wybrał utwory do różnych miejsc w grze, pozwoliło uzyskać muzykę wyższej jakości, o lepszym związku ze światopoglądem gry.

### Wydanie
Gra została zapowiedziana w marcu 2015. Pierwotnie miała zostać wydana w Japonii 19 listopada 2015, jednak została opóźniona i wydana 10 grudnia 2015 na konsolach PlayStation 3, PlayStation 4 i PlayStation Vita. Pierwsze japońskie wydane gry na PlayStation 4 zawierało cyfrową kopię pierwszego Steins;Gate. Wersje na PlayStation 4 i PlayStation Vita zostały wydane przez PQube w Europie 25 listopada 2016, a w Ameryce Północnej 29 listopada tego samego roku. Gra była również dostępna w edycji „Amadeus”, która zawierała płytę z muzyką, artbook, przypinkę i pluszową zabawkę, oraz w limitowanej edycji zawierającej tylko grę i artbook. Wersja na komputery z systemami Microsoft Windows została wydana w Japonii przez 5pb. 26 sierpnia 2016 po opóźnieniu z planowanej daty wydania 24 czerwca. Międzynarodowo gra została wydana przez Spike Chunsoft 8 maja 2018 zarówno w języku angielskim, jak i japońskim. Wersja na konsolę Xbox One została wydana cyfrowo w Japonii 22 lutego 2017. Gra została również wydana na Nintendo Switch jako część kolekcji Steins;Gate: Divergencies Assort wraz z Steins;Gate: My Darling's Embrace i Steins;Gate: Linear Bounded Phenogram 20 marca 2019 w Japonii oraz międzynarodowo przez Spike Chunsoft 10 grudnia 2019 jako samodzielna gra.
Steins;Gate 0 Elite, zaktualizowana wersja gry, zawierająca pełne animacje, tak jak zrobiono to ze Steins;Gate Elite, została ogłoszona podczas wydarzenia Science Adventure Live w styczniu 2020. Wcześniej zapowiadano, że ma się ukazać przed grą Anonymous;Code, która wówczas była planowana na III/IV kwartał 2021, ale od tego czasu została opóźniona do 2022 roku.

### Lokalizacja
Angielską lokalizacją kierował Adam Lensenmayer, który był jedynym tłumaczem projektu; miało to na celu zapewnienie spójności w odbiorze historii i charakterów postaci. Proces lokalizacji trwał pięć miesięcy i był dużym wyzwaniem dla Lensenmayera. Musieli oni również zgłębić wiedzę na tematy takie jak sztuczna inteligencja, kognitywistyka i teorie podróży w czasie, aby upewnić się, że wszystko zostało poprawnie sformułowane. Kolejnym wyzwaniem był fakt, że gra została napisana specjalnie dla japońskiej publiczności, która może rozumieć pewne rzeczy, które mogą być niezrozumiałe dla zachodnich graczy. Lensenmayer stwierdził jednak, że był to mniejszy problem niż w przypadku pierwszej części Steins;Gate, ze względu na to, że Steins;Gate 0 ma bardziej poważny ton i mniej skupia się na otaku i kulturze internetowej oraz wbudowanym słowniku, wyjaśniającym niejasne terminy.
Lensenmayer przygotował tłumaczenie z myślą o szerokiej publiczności, mając na celu, aby było ono przystępne dla wszystkich, niezależnie od poziomu wiedzy gracza na temat scenerii gry. Jednocześnie starał się stworzyć coś, co spodoba się tym, którzy grali w pierwszą odsłonę Steins;Gate. Zespół odpowiedzialny za lokalizację chciał uniknąć zbytniej westernizacji gry ze względu na znaczenie japońskiej scenerii i kultury w historii, i starał się osiągnąć poziom podobny do lokalizacji poprzedniej części. Lensenmayer powiedział, że niektóre fragmenty były trudne do zlokalizowania, co kusiło zespół do zastąpienia ich inną, podobną treścią, ale starali się tego unikać, kiedy tylko mogli. Aspekty japońskiej kultury, które zostały uznane za zbyt niejasne dla zachodnich graczy, zostały potraktowane w taki sam sposób, jak w Steins;Gate: na przykład japoński termin senpai pozostał nienaruszony; dodano jedynie krótki dialog wyjaśniający. Dużo czasu zajęło tłumaczenie dialogów postaci Mayuri ze względu na jej specyficzny sposób mówienia, opisywany przez Lensenmayera jako „niekontaktowy”, ale nie „głupi lub zawrotny”. Stwierdził również, że istnieje pewien niuans troski i świadomości dotyczący jej mowy, która nie występuje w bezpośrednim tłumaczeniu. Mayuri była postrzegana jako bardzo ważna postać, więc dokładne przedstawienie jej osobowości miało wysoki priorytet.

## Adaptacje
W ramach projektu „Steins;Gate World Line 2017–2018” wyprodukowano kilka mediów opartych na Steins;Gate 0, w tym mangę autorstwa Taka Himeno, która ukazywała się w magazynie „Young Ace” wydawnictwa Kadokawa Shoten od 4 sierpnia 2017 do 4 lutego 2020. Później została również opublikowana w sześciu tankōbonach, wydanych między 3 kwietnia 2018 a 3 kwietnia 2020. W Ameryce Północnej manga ukazuje się nakładem wydawnictwa UDON Entertainment, pierwszy tom został zaś wydany 7 września 2021.
Adaptacja w formie telewizyjnego serialu anime, wyprodukowana przez studio White Fox, była emitowana od 12 kwietnia do 27 września 2018.
Powieść autorstwa Tatsuyi Hamazakiego, zatytułowana Steins;Gate 0: Solitude of the Mournful Flow, została wydana 1 sierpnia 2018 pod imprintem Kadokawa Sneaker Bunko.

## Odbiór
Steins;Gate 0 spotkało się z pozytywnym przyjęciem ze strony krytyków i było najlepiej ocenianą grą na konsolę PlayStation Vita w 2016 roku według portalu Metacritic. Redakcja Kotaku uznała ją za jedną z najlepszych japońskich gier wideo z 2015 roku. Gra była również finalistą nagrody serwisu RPGFan dla najlepszej gry przygodowej/powieści wizualnej roku 2016, ustępując jedynie Firewatchowi, redaktor strony stwierdził zaś, że dorównuje pierwszemu Steins;Gate. W 2020 roku Nintendo Life nazwało ją jedną z najlepszych powieści wizualnych dostępnych na konsolę Nintendo Switch. Krytycy nazwali ją godną kontynuacją Steins;Gate, ale uznali, że gracze powinni najpierw zapoznać się z oryginalną grą lub jej adaptacją anime.
Krytycy ogólnie chwalili fabułę gry. Recenzentom Famitsu szczególnie spodobała się jej atmosfera, a Dennis Carden z Destructoid uważał, że sposób, w jaki kontynuuje ona historię Steins;Gate, sprawia, że jest ona niemalże „obowiązkowa” dla osób, które polubiły poprzednią część. Rob Rogan z RPGFan polubił ogólną historię, nazywając ją „emocjonującą, smutną, przejmującą i zmuszającą do myślenia”, ale stwierdził, że wydaje się ona „sztucznie wydłużona” poprzez sceny, które nie spełniają wyraźnego celu w fabule; Robert Fenner, również piszący dla RPGFan, zgodził się, mówiąc, że dylemat Okabe, który chce rozmawiać z Amadeus Kurisu, ale uznaje to bolesne, to dobry pomysł, ale gra byłaby lepsza, gdyby była pięć razy krótsza. Jordan Helm z Hardcore Gamer również zauważył, że rozmowy Okabe z Amadeusem były jednymi z najważniejszych elementów gry, ale sceny skupione na postaciach często wydawały się „wypełniaczami”. Cardenowi spodobało się to, że gra, pomimo ogólnie mroczniejszego tonu niż Steins;Gate, nadal zawierała momenty lekkości, mówiąc, że sprawiła, że śmiał się „tak samo, jak chciał płakać”.
Carden uważał, że większość nowych postaci była dobrym uzupełnieniem i została należycie zrealizowana, ale niektóre wydawały się istnieć tylko dla potrzeb fabuły. Rogan stwierdził, że rozwój Okabe od czasu oryginalnej gry sprawił, że stał się on bardziej interesującą postacią, a Fenner dodał, że charakteryzacja Okabe była najważniejszym elementem gry, nazywając jego samonienawiść i syndrom oszusta wiarygodnym przedstawieniem zaawansowanego stadium depresji. Zarówno Cardenowi, jak i Roganowi spodobało się użycie wielu punktów widzenia w historii, mówiąc, że dodają one postaciom głębi i wiarygodności, a także dają graczowi możliwość lepszego zrozumienia ich.
Krytycy byli podzieleni w swoich opiniach na temat mechaniki gry, niektórzy uważając ją za zbyt skomplikowaną, a inni za zbyt prostą. Carden skrytykował trudność osiągnięcia różnych zakończeń bez korzystania z poradnika oraz to, że czasami trudno jest jasno określić, jakie będą skutki niektórych wyborów gracza. Fenner uznał jednak, że wykorzystanie wiedzy z jednej rozgrywki do cofnięcia się i dokonania innych wyborów podczas dążenia do innego zakończenia jest zabawne i wciągające. Roganowi nie spodobało się, że system wyborów gracza jest prostszy niż w Steins;Gate, nazywając go cofnięciem serii w rozwoju, a Helm uznał, że wyborom gracza brakowało napięcia i żalu z oryginalnej gry. Fenner docenił sposób, w jaki system RINE ulepszył system wiadomości tekstowych z poprzedniej gry, pozwalając graczowi zobaczyć dokładną wiadomość, którą chciałby wysłać, zanim ją wyśle, jednocześnie automatycznie zapisując grę. Carden, Rogan i Helm docenili system porad, uważając go za pomocny sposób upewnienia się, że gracze rozumieją pojęcia i terminy przedstawione w grze.
Kierunek artystyczny, prezentacja i dźwięk spotkały się z pozytywnym przyjęciem, a Carden nazwał efekty wizualne całkowicie imponującymi. Rogan opisał rysunki postaci jako wyraziste i urzekające pomimo ograniczonej liczby klatek na postać, a Helm stwierdził, że estetyka serii ożywia sceny. Rogan pochwalił tła, mówiąc, że duża ilość szczegółów dodaje osobowości scenom, nie odciągając od nich uwagi, oraz muzykę, którą według niego doskonale dopasowano do nastroju każdej sceny. Helmowi spodobało mu się, jak gra używa kilku kontekstowych sprite’ów dla postaci zamiast kilku statycznych, i pochwalił dbałość o szczegóły w sprite’ach Okabe, z ich wizualnymi oznakami zmęczenia psychicznego.

### Sprzedaż
Podczas pierwszego dnia premiery w Japonii gra sprzedała się w łącznej liczbie 100 000 kopii fizycznych i cyfrowych, w wyniku czego łączna sprzedaż gier z serii przekroczyła milion egzemplarzy. Do końca pierwszego tygodnia od premiery, sprzedano 85 547 fizycznych kopii; wersje na konsole PlayStation Vita, PlayStation 4 i PlayStation 3 były szóstą, siódmą i dziewiętnastą najlepiej sprzedającą się grą tygodnia w Japonii, z odpowiednio 38 746, 38 156 i 8 645 sprzedanymi egzemplarzami. Wersja na PlayStation 4 ponownie znalazła się na japońskich listach sprzedaży w tygodniu premiery adaptacji anime, sprzedając dodatkowe 4 087 kopii i podnosząc fizyczną japońską sprzedaż wersji na PlayStation 4 do 60 990 sprzedanych egzemplarzy. Według Shikury, nie oczekiwano, że wersja na Xbox One osiągnie wysoką sprzedaż.
Wersja na konsolę PlayStation Vita została najlepiej sprzedającą się grą na tę platformie w Wielkiej Brytanii podczas tygodnia premiery w Europie i pojawiała się na cotygodniowych listach najlepiej sprzedających się gier na PlayStation Vita według firmy Chart-Track aż do czerwca 2017. Natomiast wersja na konsolę PlayStation 4 nie znalazła się na liście przebojów w Wielkiej Brytanii podczas swojego debiutu.